# METAR

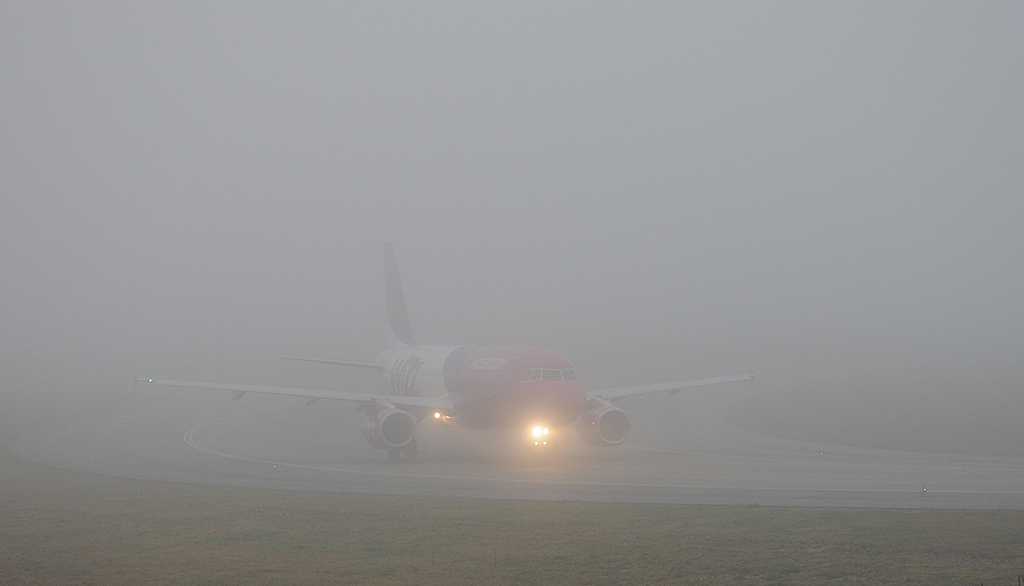
Dimma på Stockholm Skavsta Airport

METAR är en väderobservation som görs mestadels inom flyget då den talar om hur vädret är på olika flygplatser. Den skiljer sig från de väderrapporter som visas i TV på det sättet att informationen ges i en kort kodad form, vilket underlättar för piloterna då de på ett klart och tydligt sätt kan se vad som väntar dem under landningsfasen.
Vid större flygplatser utförs manuella väderobservationer dygnet runt men vid mindre flygplatser endast under dagtid. De flesta flygplatser skickar automatiska METAR när flygplatsen är stängd (dessa observationer kan dock vara felaktiga/missvisande). METAR skickas en gång i halvtimmen, tjugo över (XX20) och tio i (XX50).
METAR är en förkortning av engelska METeorological Aerodrome Report. 

## Innehåll
METAR innehåller (i tillämpliga delar):
- platsindikator enligt ICAO
- tidpunkt då observationen gjorts
- markvind (medelvind), riktning (geografisk) och hastighet samt uppgifter om eventuella vindbyar
- extrema vindförändringar under de senaste 10 minuterna
- CAVOK, Ceiling and Visibility OK, som är en internationell förkortning för goda väderförhållanden och ersätter då uppgifter om molnbas, sikt och väder
- sikt
- bansynvidd för sättningszonen (ca 300 m innanför landningströskeln) om sikten understiger 1500 m
- rådande väder
- vertikalsikt om himlen inte kan urskiljas (exempelvis vid dis)
- moln (mängd, molnbas och typ av moln)
- lufttemperatur och daggpunkt
- lufttryck
- signifikant väder sedan föregående rapport
- varning för vindskjuvning (på engelska wind shear)
- tendens, TREND, såsom: "inga signifikativa förändringar" (NOSIG = No significant change), "övergående till" (BECMG = becoming) eller "tillfälligt" (TEMPO = temporary, pågår under max en timme)
- banförhållanden

## Förkortningar
| Kod    | Väderfenomen                                                            | Kommentar                                                                                      |
| ------ | ----------------------------------------------------------------------- | ---------------------------------------------------------------------------------------------- |
| FG     | Dimma / Fog                                                             | Sikt under 1000m.                                                                              |
| BR     | Fuktdis / Mist                                                          | Sikt mellan 1km - 10km (Internationellt 1km - 5km).                                            |
| MIFG   | Låg dimma / Shallow fog                                                 | Mindre än 2m över marken.                                                                      |
| BCFG   | Höga dimbankar / Fog patches                                            | Bankar som ligger minst 2m över marken.                                                        |
| PRFG   | Större delen dimma / Partial fog                                        |                                                                                                |
| FZFG   | Underkyld dimma / Freezing fog                                          | Dimma i minusgrader.                                                                           |
| DZ     | Duggregn / Drizzle                                                      | Små droppar från Stratusmoln.                                                                  |
| FZDZ   | Underkylt duggregn / Freezing drizzle                                   | Duggregn som fryser när de träffar ett föremål.                                                |
| FZRA   | Underkylt regn / Freezing rain                                          | Regn som fryser när de träffar ett föremål.                                                    |
| RA     | Regn / Rain                                                             | Större droppar från Nimbostratusmoln.                                                          |
| SN     | Snöfall / Snow                                                          | Nederbörd från Nimbostratusmoln eller Stratocumulusmoln.                                       |
| SNRA   | Snö och regn / Snow and rain                                            | Mer snö än regn.                                                                               |
| RASN   | Regn och snöfall / Rain and snow                                        | Mer regn än snö.                                                                               |
| SG     | Kornsnö / Snowgrains                                                    | Små vita ogenomskinliga korn. Underkylda duggregnsdroppar som frusit. Kommer från Stratusmoln. |
| GR     | Hagel / Grain                                                           |                                                                                                |
| PL     | Iskorn / Ice pellets                                                    | Ispartiklar som är mindre 5 mm i diameter. Nederbörd från Nimbostratusmoln.                    |
| SHRA   | Regnskurar / Showers of rain                                            | Stora droppar från Cumulonimbusmoln.                                                           |
| SHSN   | Snöbyar / Showers of snow                                               | Snöflingor från Cumulonimbusmoln.                                                              |
| SHRASN | Byar av regn och snö / Showers of rain and snow                         | Mer regn än snö                                                                                |
| SHSNRA | Byar av snö och regn / Showers of snow and rain                         | Mer snö än regn                                                                                |
| SHGS   | Byar av snöhagel eller småhagel / Showers if snow pellets or small hail | Mindre än 5 mm i diameter.                                                                     |
| SHGR   | Byar av ishagel / Showers of hail                                       | Större än 5 mm i diameter, från Cumulonimbusmoln.                                              |
| BLSN   | Högt snödrev / Blowing snow                                             | Snö virvlas upp av vinden, högre upp än 2m över marken.                                        |
| DRSN   | Lågt snödrev / Low drifting snow                                        | Snö virvlas upp av vinden, lägre än 2m över marken.                                            |
| IC     | Isnålar / Ice crystals                                                  | Små iskristaller som ibland håller sig svävande i luften.                                      |
| DU     | Stoft / Dust                                                            | Stoft virvlas upp av vinden.                                                                   |
| DS     | Stoftstorm / Duststorm                                                  | Stoft virvlas upp av vinden till stor höjd och i stor omfattning.                              |
| PO     | Stoft- eller sandvirvlar / Dust devils                                  | Pelare med virvlande stoft.                                                                    |
| SA     | Sand / Sand                                                             |                                                                                                |
| SS     | Sandstorm / Sandstorm                                                   | Sand virvlas upp av vinden till stor höjd och i stor omfattning.                               |
| VA     | Vukanisk aska / Volcanic ash                                            |                                                                                                |
| FC     | Tromb / Funnel cloud                                                    | Våldsam luftvirvel som från undersidan av ett Cumulonimbusmoln sträcker sig till marken.       |
| FU     | Rök / Smoke                                                             |                                                                                                |
| HZ     | Torrdis / Haze                                                          | Sikten nedsatt på grund av små fasta partiklar.                                                |
| TS     | Åskväder / Thunderstorm                                                 |                                                                                                |
| SQ     | Linjeby / Squall                                                        | En utpräglad vindby som oftast förekommer i samband med Cumulonimbusmoln.                      |

## Exempel
Här nedan finns ett exempel på en METAR som är tagen från Köpenhamn/Kastrup klockan 16:50 lokal tid den 14 december 2004.
METAR EKCH 141550Z 22011KT 9000 BKN006 M00/M01 Q1024 NOSIG=
- EKCH talar om var rapporten är tagen, i det här fallet EK (Danmark) CH (Copenhagen).
- 141550Z talar om när rapporten är tagen. 14 står för datumet i månaden och 1550Z att den är tagen kl. 15:50 UTC.
- 22011KT talar om riktningen som vinden kommer ifrån, 220 grader, och vilken hastighet den har (11 knop).
- 9000 talar om att sikten är 9000 meter.
- BKN006 talar om att det finns brutna moln 600 fot ovanför marken.
- M00/M01 talar om temperaturen, 0 °C, och daggpunkten, -1 °C. M står för minus.
- Q1024 talar om lufttrycket i hPa. I USA använder man sig dock av inch kvicksilver. 1013 hPa är genomsnittsvärdet och i inch kvicksilver blir det 29,92.
- NOSIG är en prognos given av meteorolog som talar om att inga speciella förändringar väntas de kommande två timmarna (NO SIGnificant changes).

Sammanfattning: Under tidpunkten hade vi en del molnighet och ganska god sikt, vind från sydväst (ca 6 m/s) och en temperatur kring 0 °C.
Här nedan finns ett exempel på en METAR som är tagen från Köpenhamn/Kastrup klockan 18:20 lokal tid den 18 december 2004.
METAR EKCH 181720Z 28022KT 9000 -SHRASN SCT008 SCT012CB BKN014 00/00 Q0992 TEMPO 3000 SHRASN=
- EKCH talar om var rapporten är tagen, i det här fallet EK (Danmark) CH (Copenhagen)
- 181720Z talar om när rapporten är tagen. 18 står för datumet i månaden och 1720Z att den är tagen kl. 17:20 UTC.
- 28022KT talar om riktningen som vinden kommer ifrån, 280 grader, och vilken hastighet den har i knop (22 knop).
- 9000 talar om att sikten är 9000 meter.
- -SHRASN talar om speciella väderförhållanden. SH = Skurar, RA = Regn, SN = Snow. Minustecknet talar om att följande information skall betraktas som "lätt".
- SCT008 talar om att cirka halva skyn är täckt av moln på 800 fot
- SCT012CB talar om att cirka halva skyn är täckt av CB-moln (Cumulonimbus) på 1200 fot
- BKN014 talar om att det finns brutna moln på 1400 fot
- 00/00 talar om att temperaturen/daggpunkten är 0 grader Celsius.
- Q0992 talar om att lufttrycket är 992 hPa
- TEMPO 3000 SHRASN är en prognos given av en meteorolog som anger att sannolikheten är 50% eller mer för att sikten blir 3000m i byar med snöblandat regn under någon av de tre kommande timmarna (håller inte i sig i mer än en timme).

Sammanfattning: Vid tillfället hade Kastrup lätta regnskurar, 0 grader Celsius, en ganska stark vind och molnigt.